# Acrometopia conspicua
Acrometopia conspicua är en tvåvingeart som beskrevs av Papp 2005. Acrometopia conspicua ingår i släktet Acrometopia och familjen markflugor.
Artens utbredningsområde är Taiwan. Inga underarter finns listade i Catalogue of Life.